# Anundsjö församling
Anundsjö församling är en församling i Örnsköldsviks södra pastorat i Örnsköldsviks kontrakt i Härnösands stift i Svenska kyrkan. Församlingen ligger i Örnsköldsviks kommun i Västernorrlands län (Ångermanland).

## Administrativ historik
Församlingen bildades i slutet av 1400-talet genom utbrytning ur Själevads församling. Församlingen utgjorde till den 21 oktober 1686 ett eget pastorat, för att därefter till 1700 vara moderförsamling i pastoratet Anundsjö och Åsele. Från 1700 till 1998 utgjorde församlingen ett eget pastorat igen. Församlingen var mellan 1998 och 2022 moderförsamling i pastoratet Anundsjö och Skorped. Församlingen var mellan 1941 och den 1 juli 1991 uppdelad i två kyrkobokföringsdistrikt, Anundsjö kbfd (222802, från 1971 228404) och Solbergs kbfd (222801, från 1971 228403).1 januari 2022 uppgick församlingen i Örnsköldsviks södra pastorat.

## Kyrkor
- Anundsjö kyrka
- Solbergs kyrka